# Saint-Nazaire, Pyrénées-Orientales
Saint-Nazaire är en kommun i departementet Pyrénées-Orientales i regionen Occitanien i södra Frankrike. Kommunen ligger i kantonen Canet-en-Roussillon som tillhör arrondissementet Perpignan. År 2022 hade Saint-Nazaire 2 786 invånare.

## Befolkningsutveckling
Antalet invånare i kommunen Saint-Nazaire
| Referens: INSEE |